# Kidder (Misuri)
Kidder es una ciudad ubicada en el condado de Caldwell en el estado estadounidense de Misuri. En el Censo de 2010 tenía una población de 323 habitantes y una densidad poblacional de 310,23 personas por km².

## Geografía
Kidder se encuentra ubicada en las coordenadas 39°46′55″N 94°6′9″O / 39.78194, -94.10250. Según la Oficina del Censo de los Estados Unidos, Kidder tiene una superficie total de 1.04 km², de la cual 1.04 km² corresponden a tierra firme y (0%) 0 km² es agua.

## Demografía
Según el censo de 2010, había 323 personas residiendo en Kidder. La densidad de población era de 310,23 hab./km². De los 323 habitantes, Kidder estaba compuesto por el 96.9% blancos, el 0% eran afroamericanos, el 0% eran amerindios, el 0% eran asiáticos, el 0% eran isleños del Pacífico, el 0.62% eran de otras razas y el 2.48% pertenecían a dos o más razas. Del total de la población el 0.62% eran hispanos o latinos de cualquier raza.